# 1700 (numero)
Millesettecento (1700) è il numero naturale dopo il 1699 e prima del 1701.

## Proprietà matematiche
- È un numero pari.
- È un numero composto da 18 divisori: 1, 2, 4, 5, 10, 17, 20, 25, 34, 50, 68, 85, 100, 170, 340, 425, 850, 1700. Poiché la somma dei suoi divisori (escluso il numero stesso) è 2206 > 1700, è un numero abbondante.
- È un numero palindromo e un numero ondulante nel sistema posizionale a base 13 (A0A).
- È un numero semiperfetto in quanto pari alla somma di alcuni (o tutti) i suoi divisori.
- È un numero pratico.
- È un numero odioso.
- È parte delle terne pitagoriche  (260, 1680, 1700), (348, 1664, 1700), (476, 1632, 1700), (531, 1700, 1781), (672, 1700, 1828), (720, 1540, 1700), (800, 1500, 1700), (945, 1700, 1945), (1020, 1360, 1700), (1188, 1216, 1700), (1275, 1700, 2125), (1700, 1785, 2465), (1700, 2211, 2789), (1700, 2640, 3140), (1700, 4080, 4420), (1700, 5655, 5905), (1700, 7125, 7325), (1700, 8415, 8585), (1700, 10557, 10693), (1700, 14400, 14500), (1700, 21216, 21284), (1700, 28875, 28925), (1700, 36105, 36145), (1700, 42483, 42517), (1700, 72240, 72260), (1700, 144495, 144505), (1700, 180621, 180629), (1700, 361248, 361252), (1700, 722499, 722501).

## Astronomia
- 1700 Zvezdara è un asteroide della fascia principale del sistema solare.

## Astronautica
- Cosmos 1700 è un satellite artificiale russo.